# Деттер, Даг
Даг Деттер (швед. Dag Detter) — специалист по управлению инвестициями и автор работ на тему государственных коммерческих активов. Вместе со Стефаном Фьольстером он является автором книги «Государственное богатство народов, или Как управление государственными активами может усилить или подорвать экономический рост» (Palgrave MacMillan, 2015 г.). Книга включена в список «Книг 2015 года» журнала The Economist и «Лучших книг 2015 года» газеты Financial Times. Её авторы доказывают, что за счёт улучшения управления государственными активами можно повысить стандарты жизни и укрепить демократические институты во всём мире.

## Биография
Даг Деттер родился 7 октября 1959 г. в г. Мальмё в Швеции. Изучал синологию и деловое администрирование в Лундском университете (Швеция). Работал инвестиционным банкиром и советником в корпоративном секторе, сфере недвижимости и финансовой отрасли в Азии и Европе. В качестве президента шведской государственной холдинговой компании Stattum и директора в Министерстве промышленности он возглавил первую из попыток системного подхода к владению и управлению государственными предприятиями, осуществлённых правительством европейской страны.
Сейчас он — советник, предоставляющий консультации инвесторам и правительствам в Европе, США и Азии. Специализируется на определении и улучшении работы неэффективно используемых активов. Также является членом Института Legatum в Лондоне.